# Мувашшах
Мувашшах — жанр арабської середньовічної строфічної поезії і пісні з рефреном. Найчастіше мувашшах містить 5 (максимум 7) строф, строфа коливається від 4 до 10 рядків. Деякі твори цього жанру мають кінцівку — харджу.
Винахід мувашшаха арабська традиція приписує придворному поетові з Кордови (Іспанія) Мукаддаму ібн Муафу, який жив в кінці IX — початку X ст. Перші два бейти мувашшаха римуються між собою, а останній бейт строфи повторює цю ж риму. Велике число різновидів мувашшаха є наслідком можливості чергування рими в строфі. Як автори мувашшаха прославилися андалуські поети XI століття: Убадат аль-Каззаз, Абу Абдаллах Ірфа Расах, Ібрагім ібн Сахль аль-Ісраїлі, Лісан ад-дін ібн аль Хатиб.